# Comano (Italia)
Comano (Comàn nel dialetto della Lunigiana) è un comune italiano di 627 abitanti della provincia di Massa-Carrara in Toscana.

## Geografia fisica

### Territorio
Il comune fa parte del Parco Nazionale dell'Appennino Tosco-Emiliano.
- Classificazione sismica: zona 2 (sismicità medio-alta), Ordinanza PCM 3274 del 20/03/2003

### Clima
- Classificazione climatica: zona E, 2723 GR/G
- Diffusività atmosferica: media, Ibimet CNR 2002

## Storia
Comano apparteneva alle terre che Spinetta Malaspina il Grande lasciò in eredità ai suoi legittimi eredi al momento della sua morte (1352): Gabriele, Guglielmo e Galeotto Malaspina, figli di Azzolino II (fratello di Spinetta) si poterono quindi fregiare del titolo di Signori di Fosdinovo, Marciaso, Comano e le Terre dei Bianchi.
Successivamente entrò a far parte del Marchesato di Fivizzano, per poi andare sotto la Repubblica Fiorentina nel 1478.
Il 5 agosto 1811, in virtù di decreto imperiale, la Lunigiana ex feudale andò a far parte dell'impero francese, Dipartimento degli Appennini e, con decreto prefettizio del 3 marzo 1812 fu in parte aggregata alla sottoprefettura di Sarzana. In questa occasione il Vicariato di Fivizzano fu diviso in quattro comuni: Fivizzano, Comano, Casola, Gragnola. Le parrocchie che componevano il comune di Comano erano: Bottignana, Camporaghena, Comano, Crespiano, Sassalbo, Torsana.
Dopo la Restaurazione, con rescritto del 27 giugno 1814, Ferdinando III (granduca di Toscana) riuniva alla comunità di Fivizzano i comuni di Casola, Comano e la parte Toscana di Gragnola.
All'unità d'Italia Comano era una frazione del Comune di Fivizzano e restò tale fino al 1919 quando ne fu distaccato ed eretto a comune autonomo.

## Monumenti e luoghi d'interesse

### Architetture religiose
- Chiesa di San Giorgio Martire
- Chiesa di San Giovanni Battista a Montale
- Chiesa dei Santi Pietro e Paolo a Camporaghena
- Chiesa di San Genesio a Prota
- Chiesa di San Giacomo a Torsana
- Pieve di Santa Maria Assunta a Crespiano

### Architetture militari
- Castello di Comano
- Castello di Groppo San Pietro

## Società

### Evoluzione demografica
Abitanti censiti

## Geografia antropica

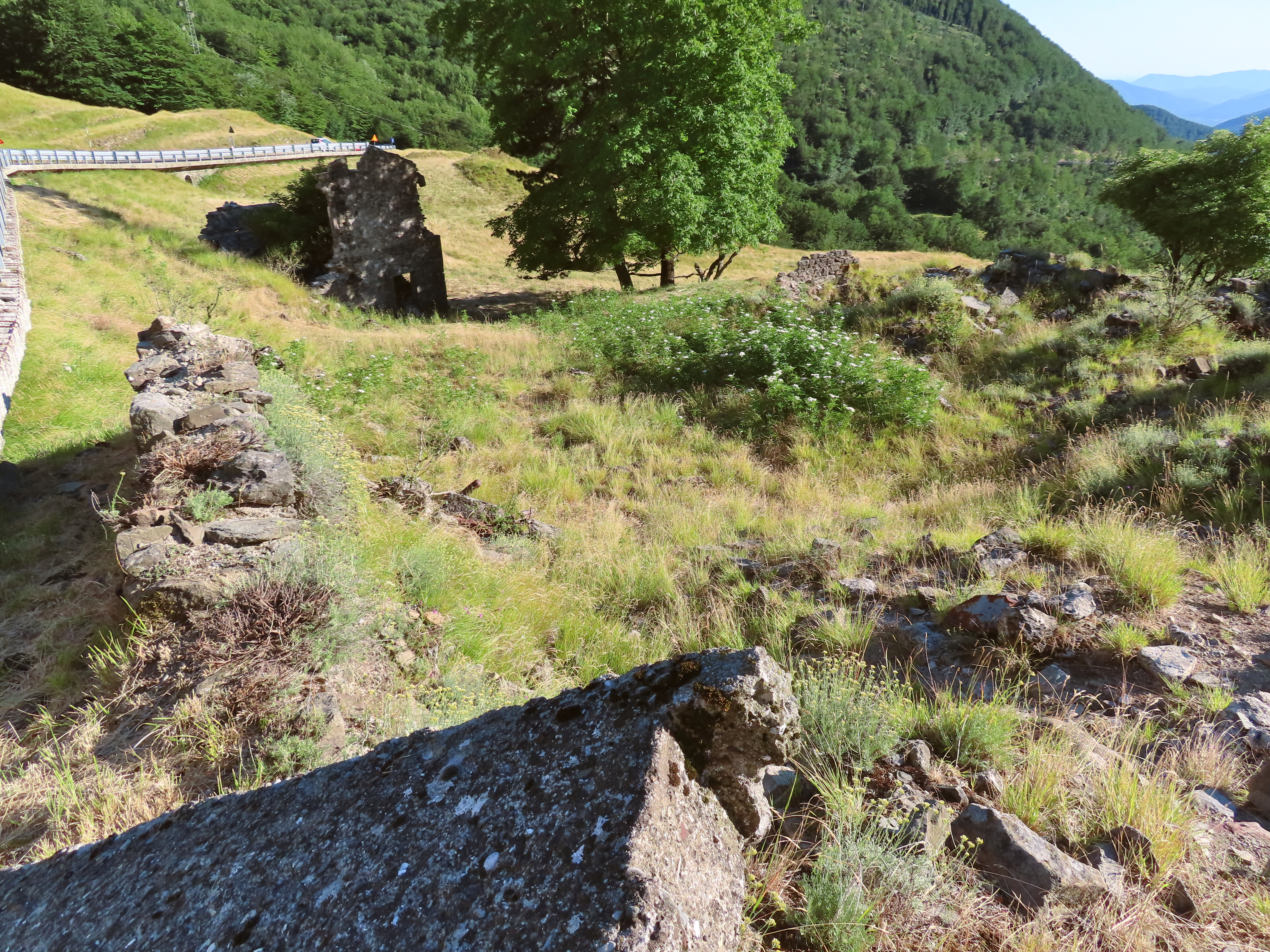
Ruderi dell'abbazia di Linari

Il capoluogo comunale di Comano è composto da tre centri abitati principali: Comano (530 m s.l.m., 277 abitanti) propriamente detto, Castello (605 m s.l.m., 55 ab.) e Piano (610 m s.l.m., 123 ab.).
Il territorio di Comano comprende inoltre numerose località e centri abitati, perlopiù fortemente spopolati. Lo statuto comunale elenca le seguenti località abitate, senza specificare distinzioni tra frazioni e nuclei abitati: Cabeva, Camporaghena, Campungano, Canola, Casa Pelati, Castello, Castello di Camporaghena, Cassettana, Castagneto di Crespiano, Cattognano, Chiosi, Crespiano, Croce, Felegara, Fontana Rosa, Fumagna, Imocomano, La Costa, Lagastrello, La Greta, La Piana-Groppo San Pietro, La Vigna-Ropiccio, Linari, Montalbino-Battagliolo, Montale, Monterotondo, Piagneto, Piano, Pieve di Crespiano, Prato Castellano, Prota, Scanderaruola, Summocomano, Torsana, Villa di Cattognano.
Borghi interessanti sono quelli di Camporaghena, Cattognano, Crespiano, Groppo San Pietro, Montale, Prota, Scanderaruola e Torsana.

## Amministrazione
Di seguito è presentata una tabella relativa alle amministrazioni che si sono succedute in questo comune.
| Periodo          | Periodo        | Primo cittadino         | Partito                         | Carica  | Note   |
| ---------------- | -------------- | ----------------------- | ------------------------------- | ------- | ------ |
| 21 luglio 1985   | 30 maggio 1990 | Giorgio Galeazzi        | Democrazia Cristiana            | Sindaco | [ 13 ] |
| 30 maggio 1990   | 11 luglio 1992 | Adamo Giuseppe Galeazzi | Indipendente                    | Sindaco | [ 13 ] |
| 8 settembre 1992 | 24 aprile 1995 | Giovanni Carlo Asti     | Partito Socialista Italiano     | Sindaco | [ 13 ] |
| 24 aprile 1995   | 14 giugno 1999 | Eugenio Pina            | Lista Civica                    | Sindaco | [ 13 ] |
| 14 giugno 1999   | 14 giugno 2004 | Pietro Romiti           | centro-sinistra (liste civiche) | Sindaco | [ 13 ] |
| 14 giugno 2004   | 8 giugno 2009  | Pietro Romiti           | lista civica                    | Sindaco | [ 13 ] |
| 8 giugno 2009    | 26 maggio 2014 | Cesare Leri             | Partito Democratico             | Sindaco | [ 13 ] |
| 26 maggio 2014   | 27 maggio 2019 | Cesare Leri             | lista civica Leri per Comano    | Sindaco | [ 13 ] |
| 27 maggio 2019   | in carica      | Antonio Maffei          | lista civica Uniti per Comano   | Sindaco | [ 13 ] |

## Sport
A Comano ha sede la squadra dilettantistica Asd Comano 2016, militante nella prima serie UISP Val di Magra/La Spezia.

## Galleria d'immagini

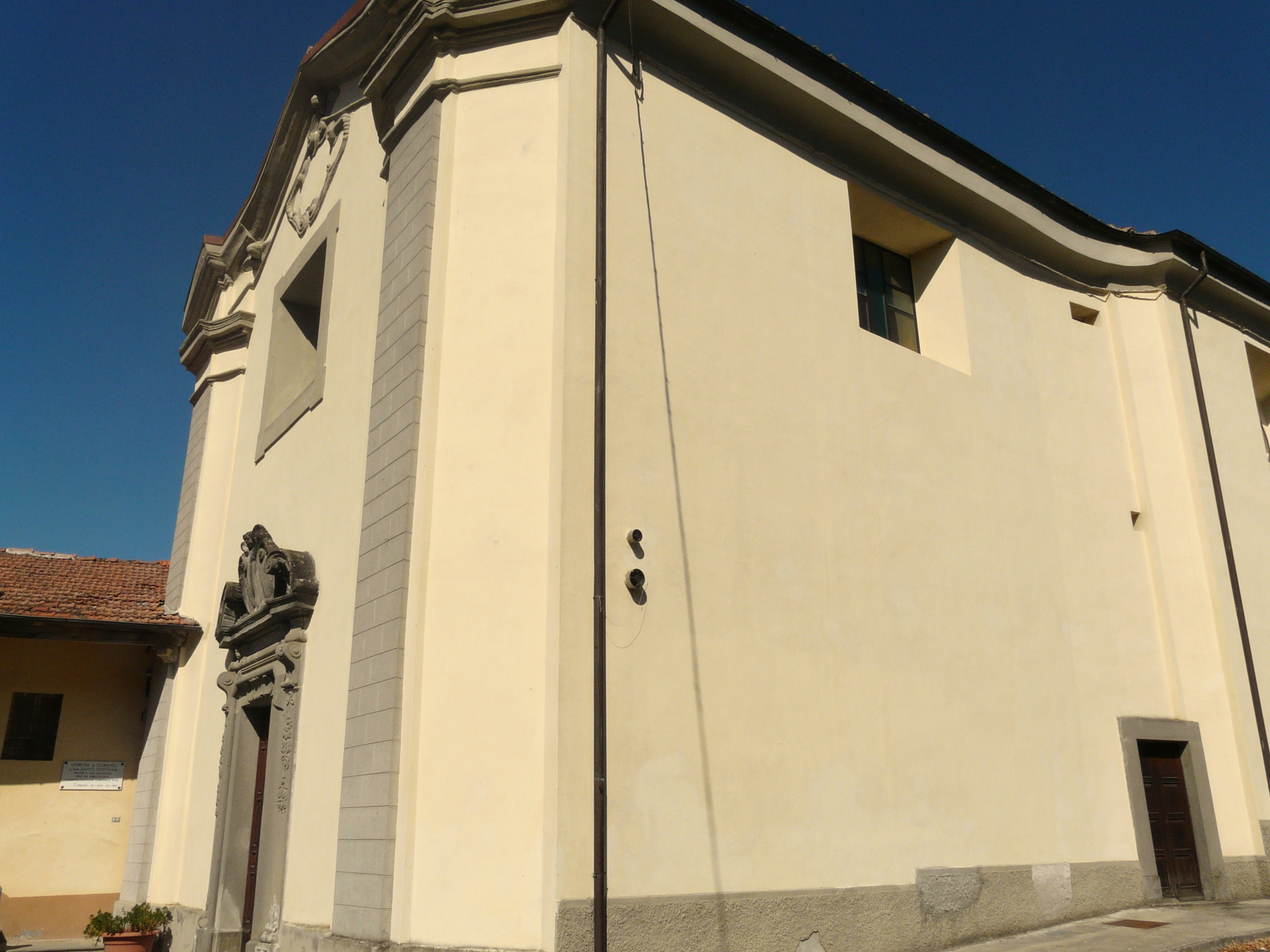
La chiesa di San Giorgio
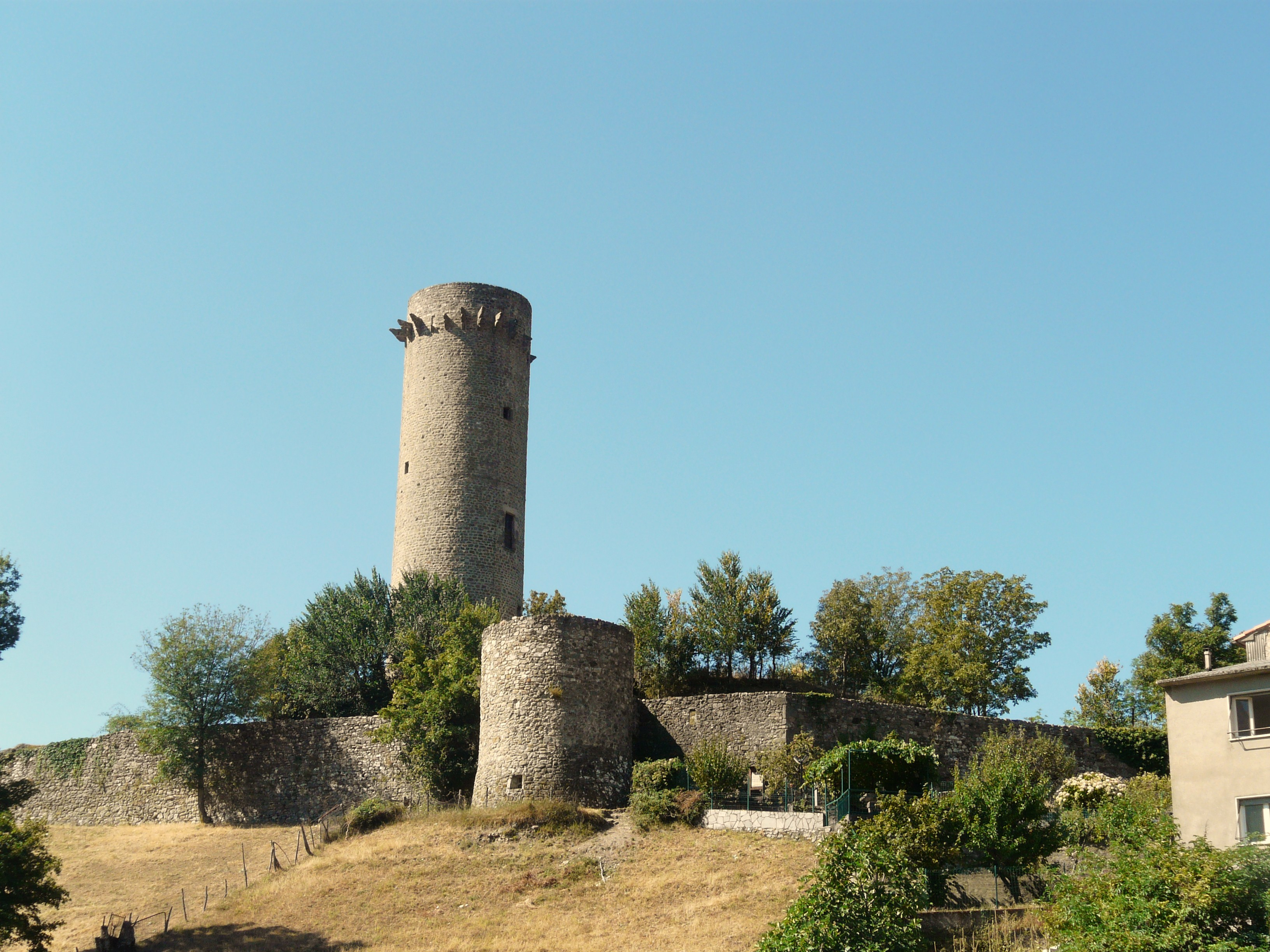
Castello di Comano
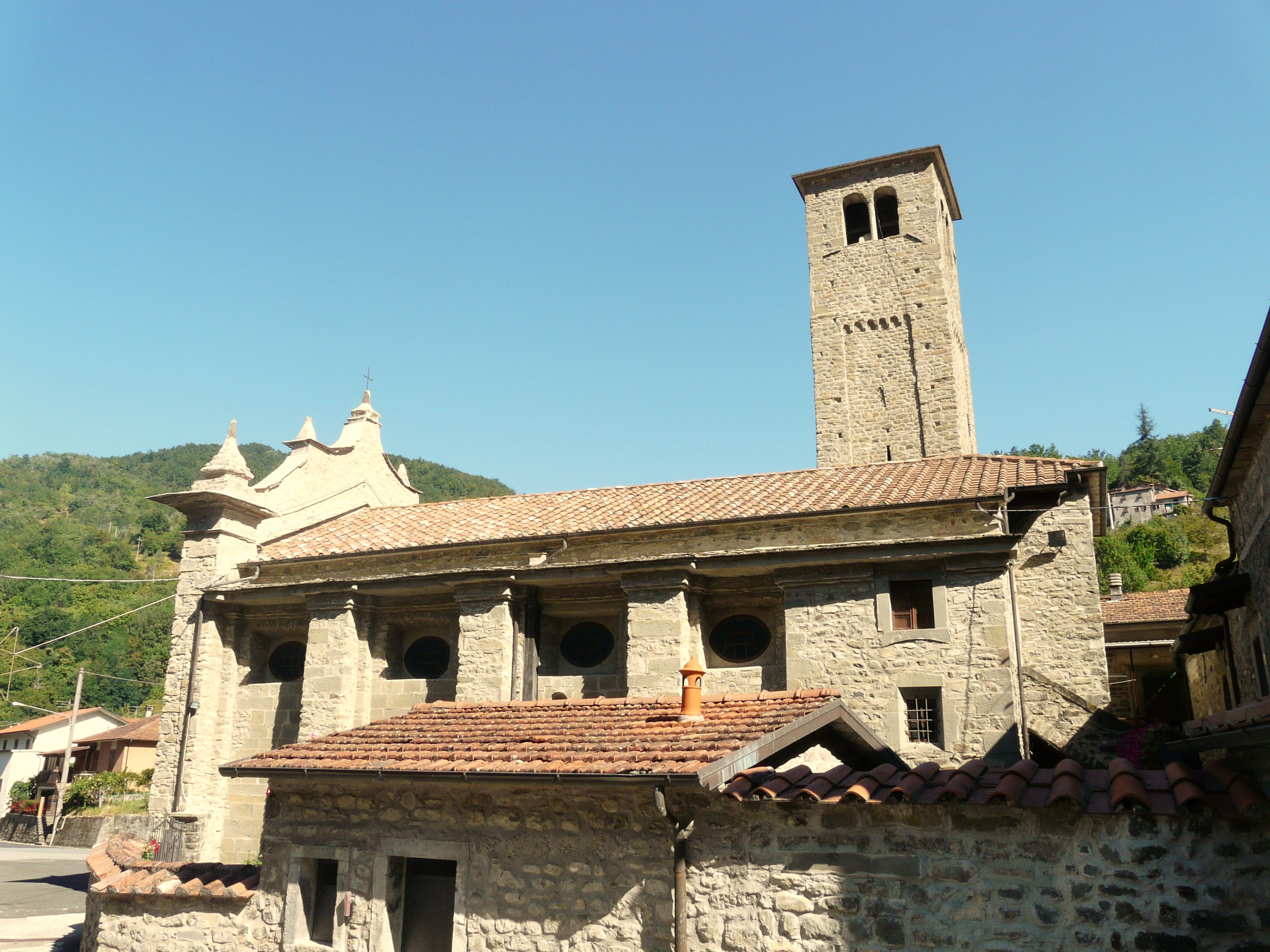
La pieve di Santa Maria Assunta di Crespiano
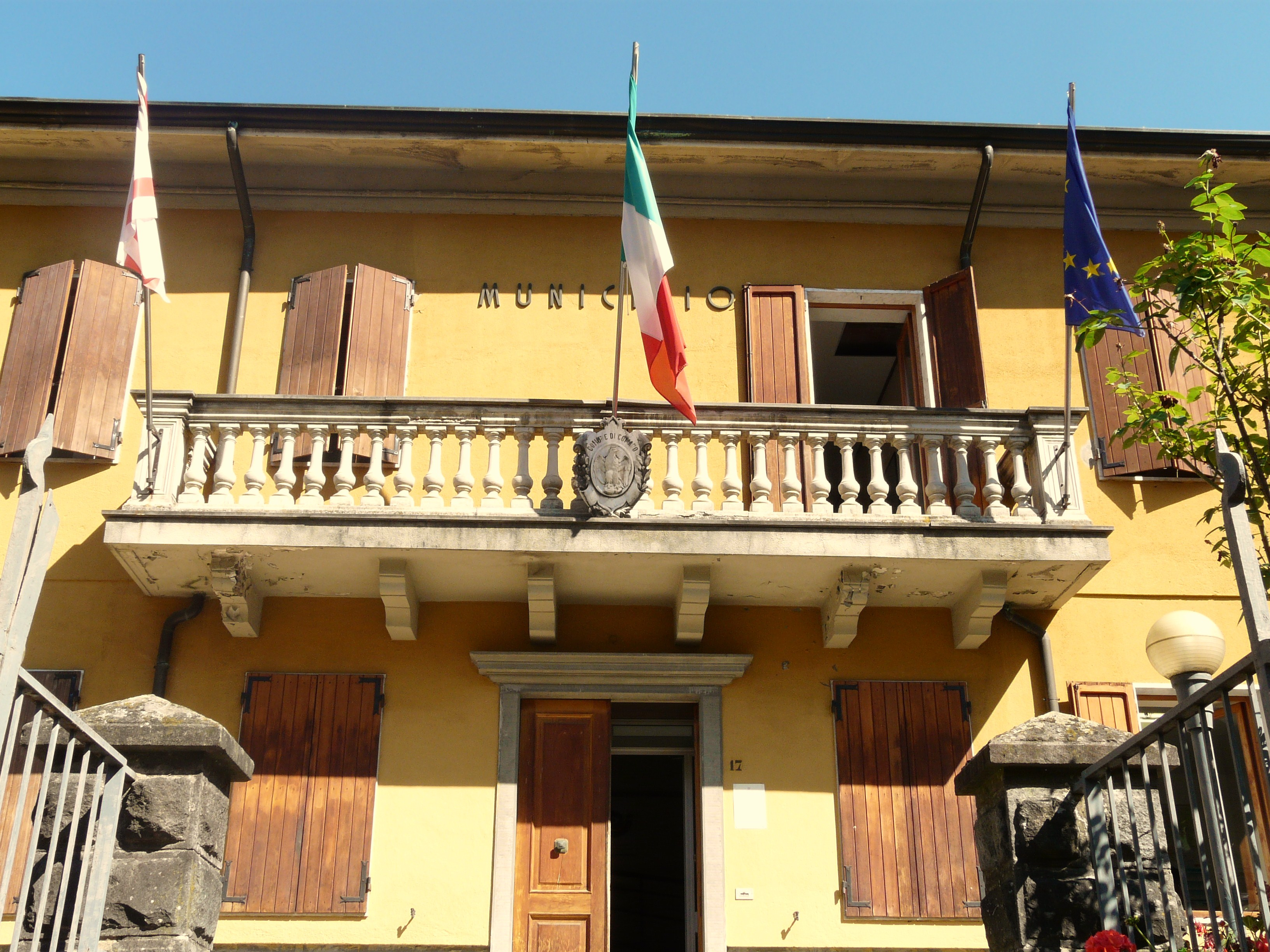
Palazzo Comunale